# 飞行控制系统

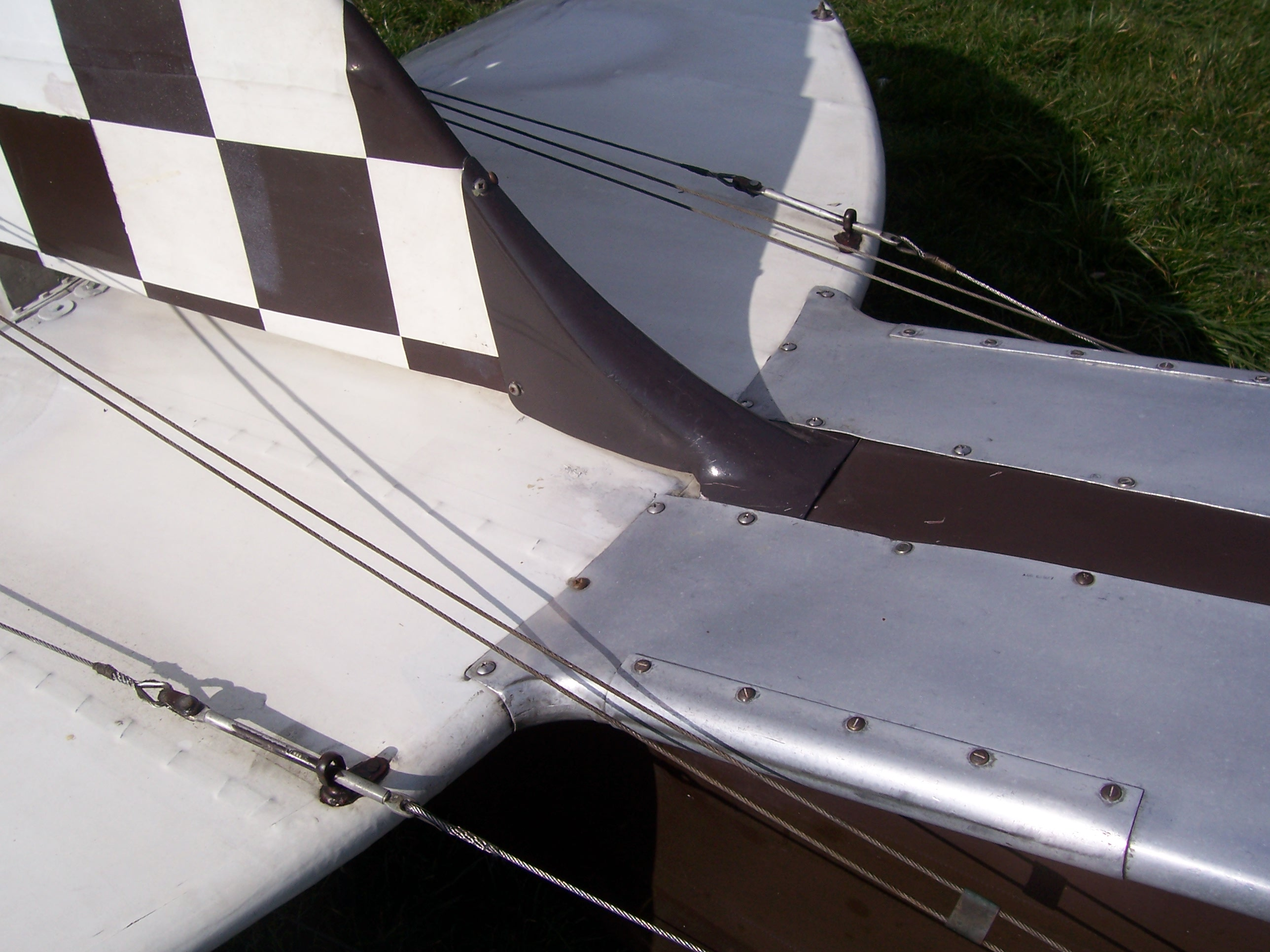
早期飛機的拉線式控制

飞行控制系统（英語：Aircraft flight control system）是由控制面、驾驶舱操控装置、铰链以及必要的机械机构组成，用以控制飞机飞行。
驾驶舱操控装置一般为如下形式：
- 控制杆——或者一个控制曲柄，固连在一根圆柱上，通过操纵副翼和升降舵控制飞机的滚转和俯仰。
- 方向舵踏板——控制飞机的偏航。

有些飞机，虽然采用了不同形式的控制面，如方向升降舵或者襟副翼，但为了防止飞行员混淆，飞机仍然设计成利用控制杆控制滚转和俯仰，利用踏板控制偏航。
除了首要的滚转、俯仰、偏航控制装置外，飞行员还可以利用一些辅助操纵装置对飞行进行更好的控制以减少工作负荷。最常见的是一个控制俯仰配平的轮状设备，它减轻了飞行员维持飞机俯仰平衡的压力。（方向舵配平和滚转配平一般只见于大飞机，但有些小飞机也含此配备）。许多飞机还有增升装置——襟翼，便于飞机起飞和着陆。还有些飞机的起落架可以收放，用以增加或减少飞机的空中阻力。还有一些更先进的设备，如进气道襟翼（既可以增加阻力，也可以冷却引擎），前緣縫翼，扰流板等。所有这些，都需要有相应的操纵设备。

## 飞行控制系统

### 机械式
最基本的飞行控制系统。常见于空气动力不是很强的早期飞机或现代的小型飞机。这类飞控系统利用各种机械部件如杆、绳索、滑轮甚至链条将飞行员的操纵力从驾驶舱操纵装置传递到控制面上。塞斯納C-172就是一个典型的例子。
随着飞机越来越快，控制面面积越来越大，操控飞机所需的力量也越来越大。于是人们开发出复杂的机械助力系统帮助飞行员。这类设备在稍大些性能更高的螺旋桨推进飞机，如福克F50上可以见到。
另一些机械式飞控系统采用伺服调整片（servo tab）提供的气动力助力降低了系统的复杂性。这类系统只见于早期的活塞发动机运输机和早期的喷气运输机上。

### 液压式
随着航空器尺寸的增大和性能的提高，机械式飞行操纵系统的复杂程度和重量也大幅度增加，大大限制了航空器的发展。为了克服这些限制，液压式飞行操纵系统出现了。液压飞行操纵系统出现后，航空器的尺寸和性能不再受驾驶员力量的限制，而只是受经济的限制。
液压式飞控系统由两部分组成：
- 机械回路

机械回路连接着驾驶舱和液压回路。如同机械式系统，机械回路也基本由各种杆、绞索、滑轮甚至铰链组成。
- 液压回路

液压回路包含液压泵、液压管、液压阀门以及执行装置等。执行装置通过液压泵产生的流体压力驱动飞机的各控制面。而伺服阀则控制着执行装置的动作。
飞行员的操纵动作通过机械回路传递到液压回路中相应的伺服阀，然后液压泵驱动执行机构操纵飞机的各控制面。
液压式飞控系统见于老式的喷气运输机和一些高性能飞机。例如安-225运输机和洛克西德公司的黑鸟。

#### 人工感觉反馈
对于机械式飞控系统，飞行员经由机械装置可以感受到作用于飞机各个舵面上的气动力。这种触觉反馈增强了飞行安全性。例如，在Avro Vulcan喷气轰炸机上，人们就利用一种弹性装置来实现这种控制反馈。通过移动该装置的支点，人们可以使反馈力（对于升降舵）与空速的平方成正比。这样，高速飞行时所需的操纵力量就迅速增加了。

### 線傳飛控

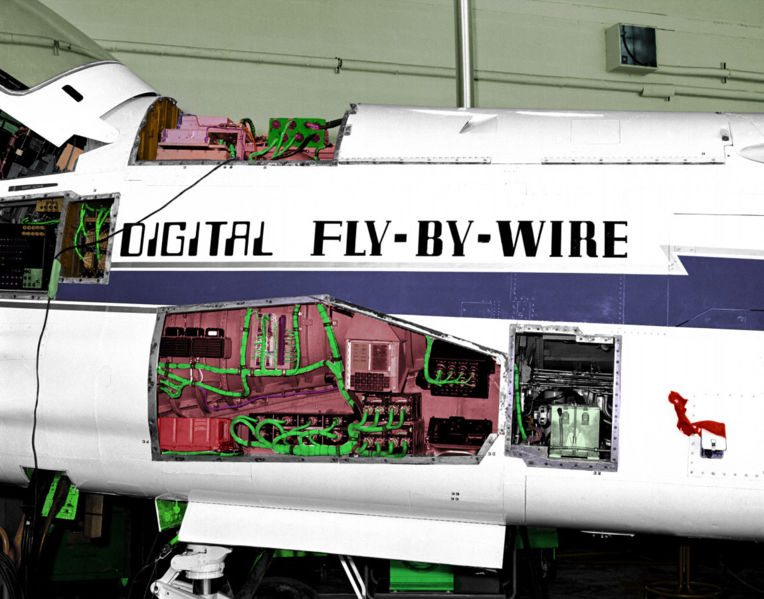
F-8戰機的电传操纵展示機

線傳飛控（英語：Fly-By-Wire，FBW）是航空领域中一種将航空器驾驶员的操纵输入，通过转换器转变为电信号，经计算机或电子控制器处理，再通过电缆传输到执行机构一种操纵系统。它省掉了传统操纵系统中的机械传动装置和液压管路。
机械式和液压式飞行操纵系统重量较大，需要使用滑轮和曲柄系统仔细布置穿过整个航空器的飞行操纵线系。这两个系统经常需要冗余备份装置，这又进一步增加了重量。此外，这两个系统对处于变化中的空气动力环境只能提供有限的补偿能力，失速、螺旋以及人机耦合振荡等一些危险的飞行特性仍有可能发生。因为这些飞行特性取决于飞机的空气动力和结构特性而非控制系统本身。然而通过使用计算机和电子连接，设计者能够降低航空器重量并提高可靠性。同时使用计算机还可以预防上述危险的飞行特性。

## 外部連接
- Airbus A380 cockpit （页面存档备份，存于）.
- Airbus A380 cockpit - a 360-degree Panorama
- Touchdown: the Development of Propulsion Controlled Aircraft at NASA-Dryden by Tom Tucker （页面存档备份，存于）